# Камышлы (Кельбаджарский район)
Камышлы (азерб. Qamışlı) — село в  Кельбаджарском районе Азербайджана. Расположено на реке Левчай, к северо-востоку от города Кельбаджар.

## История
Село было основано выходцами из Марджанлы (современный Физулинский район). Название «Камышлы» происходит от одноимённой реки.
По состоянию на 1 января 1933 года село Камышлы являлось центром одноимённого сельсовета Кельбаджарского района Азербайджанской ССР. Жители — 320 человек (152 мужчины / 168 женщин, 58 хозяйств). Национальный состав всего сельсовета (сёла Агдабан, Багырсак, Бахарлы, Яншах, Сусузлах, Заллар) на 100 % состоял из тюрков (азербайджанцев).
В годы Первой карабахской войны (1991—1994) село Камышлы несколько раз переходило из рук в руки. В 1993 году армяне начали наступление. Им удалось захватить весь Кельбаджарский район. Год спустя, в 1994 году в ходе Муровдагской операции азербайджанским войскам удалось вернуть Камышлы. Однако, вскоре армяне перешли в контрнаступление, вследствие чего азербайджанцы вынуждены были оставить село.
Согласно административно-территориальному делению непризнанной Нагорно-Карабахской Республики село находилось в Шаумяновском районе. По принятой в НКР терминологии называлось Ехегнут (арм. Եհեգնուտ).
Армянской администрацией в Камышлы была построена школа, рассчитанная на 130 учеников. В школе имелся компьютерный класс, благоустроенные классные комнаты и лаборатория.
В ноябре 2020 года  по итогам трёхстороннего заявления о прекращении огня, заключённого в результате Второй карабахской войны, армянские войска покинули эту территорию. Заселившие после 1993 года Камышлы армянские жители также массово покинули село.

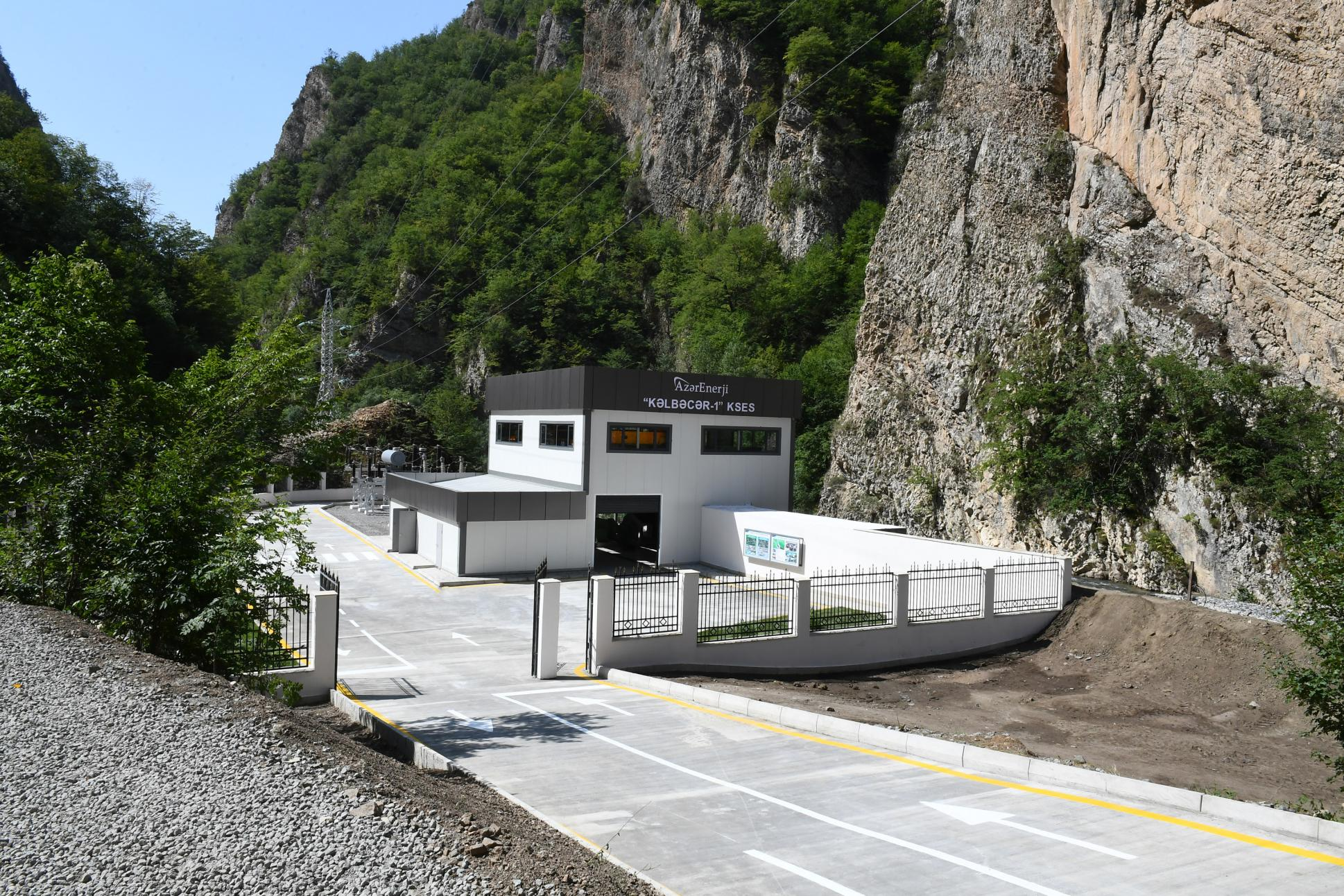
Малая ГЭС Кельбаджар 1 16 августа 2021

## Инфраструктура
16 августа 2021 года на территории села открыта 110/35/10-киловольтная подстанция «Кяльбаджар». Осуществляется реконструкция малой ГЭС Кельбаджар-1 мощностью 4,4 МВт на реке Левчай.

## Фотографии

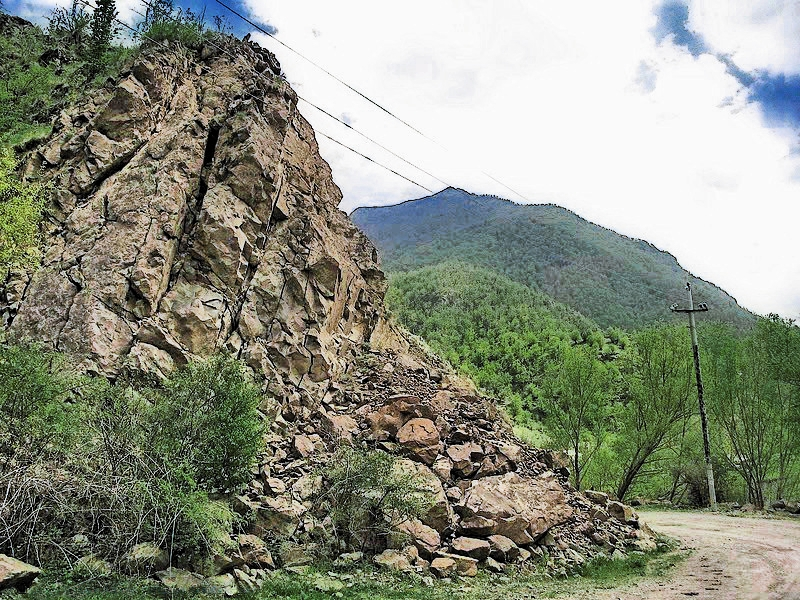
Дорога в Камышлы
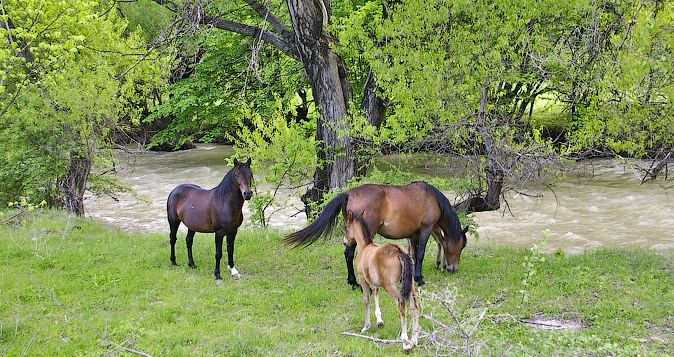
Кони Камышлы
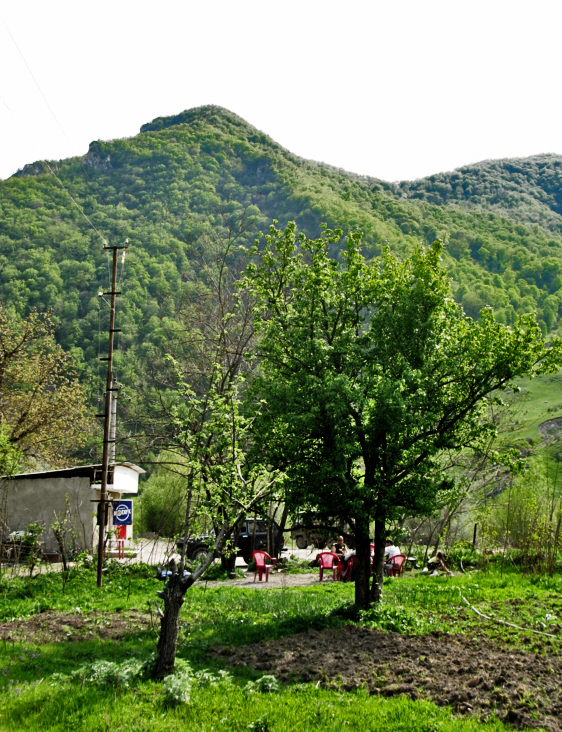
Кафе в Камышлы
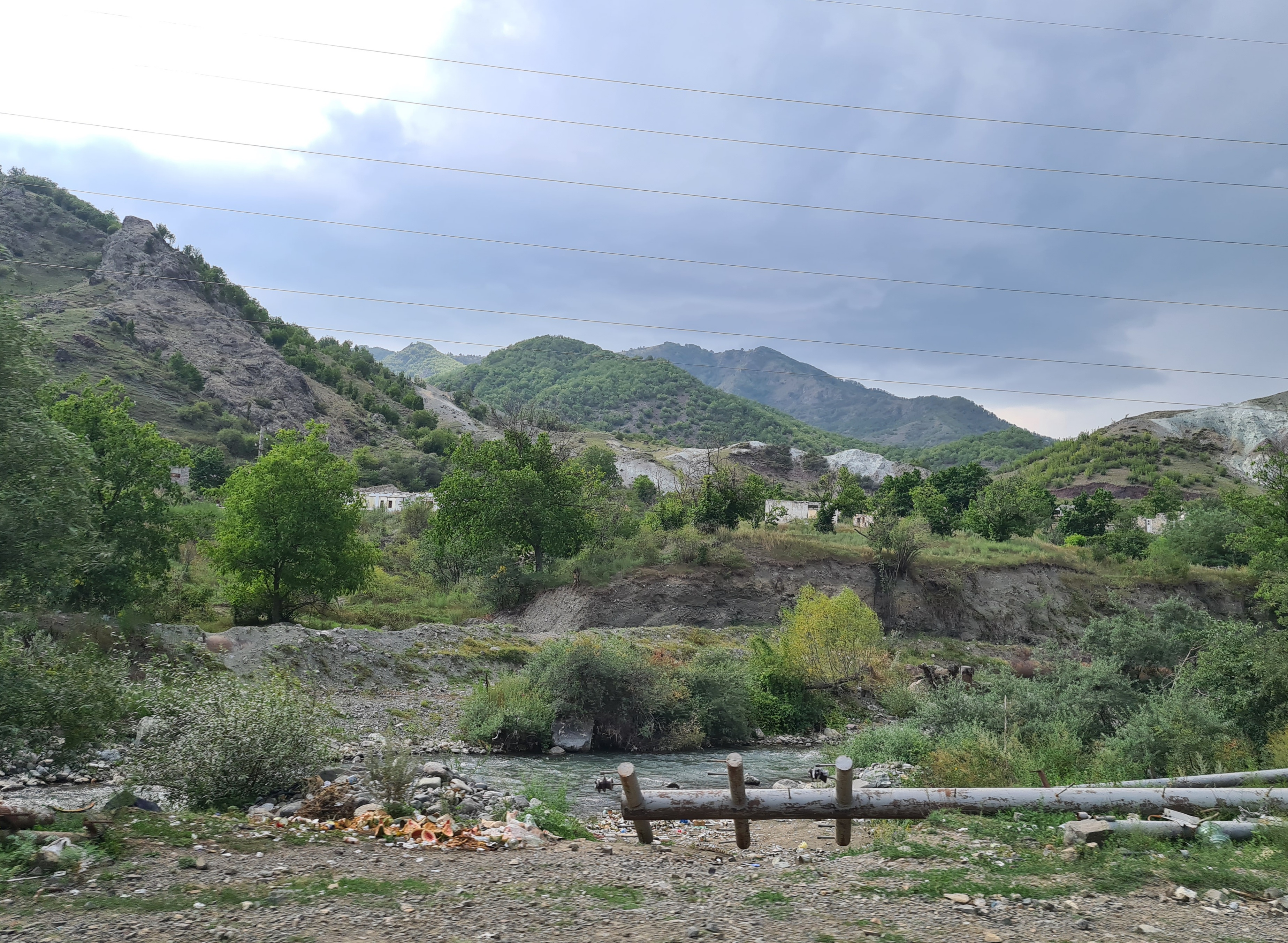
Река Камышлы